# 鈴木まゆ
鈴木 まゆ（すずき - 、別名：鈴木 麻由、1997年4月5日 - ）は、日本の女優。
兵庫県出身。ハーモニック所属。

## 来歴
- 1997年4月、兵庫県に生まれる。
- 2020年、京都芸術大学映画学科俳優コース卒業。

## 人物・エピソード
- 趣味、特技はクラシックバレエ、アクションの飛び蹴り、ホラー映画

- 杉並ヒーロー映画祭2020において、淀川十三監督「オーサカの夜」がノミネートされ、ヒロインにもかかわらず「ザ・ベストヒーロー賞（最優秀俳優賞）」を受賞した（「オーサカの夜」は大賞受賞）。

## 出演

### 映画
- 花子とキメラ/鬼村悠希監督 - 遠藤幹雄役 (2023)
- 豊宇兄弟/上木椛監督 - 硯屋亮役 (2023)
- ふたりとひとつ/一村龍佑監督 主演：山田七海役 (2022)
- LOOSER2022/木村ひさし監督 - 黒子 (2022)
- 極道系Vチューバー達磨〜仁義ある生配信〜/松本大樹監督 - 梶原メイ役 (2021)
- サイキッカーZ/木場明義監督 - セイコ役 (2021)
- 黄龍の村（2021年9月24日公開、ラビットハウス、監督：阪元裕吾） - 鈴木うらら 役[1][2]
- 鬼才監督/金本真吾監督　(2020)[3]
- オーサカの夜/淀川十三監督 主演　(2020)《杉並ヒーロー映画祭大賞、ザ・ベストヒーロー賞（最優秀俳優賞受賞》[4]
- あなたと密会～きづいたせい～/矢部凛監督　(2020)
- 息をする/一村龍佑監督 主演　(2020)
- リベンジ！/河谷忍監督　主演　(2019)
- おもいで～夢ならば覚めないで/金本真吾監督 主演　(2019)
- 日本は素晴らしい国/鬼村悠希監督　(2019)
- スロータージャップ/阪元裕吾監督（2017）[5]

### ドラマ
- 映画かよ。-Like in Movies-第44話「パルプフィクション」/駒谷揚監督 (2023)[6]
- 孤独のグルメ Season10 第7話（2022年11月19日、テレビ東京）- カップル客 役
- 映画かよ。-Like in Movies-第34話「ミッドナイトクロス」/駒谷揚監督 (2022)[7]
- 映画かよ。-Like in Movies-第21話「ノマドランド」/駒谷揚監督（2021）[8]

### 舞台
- 超ソロバトル@あべのスタジオ 一人芝居かぐや姫（2019）
- 不思議の国のアリス@あべのスタジオ 主演 （2018）
- スタンドアローン＠近鉄アート館　ジャンヌ役（2018）
- 百物語-不死女＠in→dependent theatre 2nd 白鳥麗奈役（2018）
- 運命の子供@あべのスタジオ 主演（2018）
- アニソン・アベンジャーズ@ Soap opera classics-Umeda- ラムちゃん役 (2018)
- ロミオとジュリエット＠あべのスタジオ主演ロミオ役 (2017)
- 百物語-アイ・アム・ア・ヒロイン@ in→dependent theatre 2nd 主演（2017）
- ジョリー・ロジャー@あべのスタジオ 主演 （2017）
- アニソン・ヴィランズ@近鉄アート館 ラムちゃん役 (2017)
- オズの魔法使い＠あべのスタジオ（2016）